# Lamento

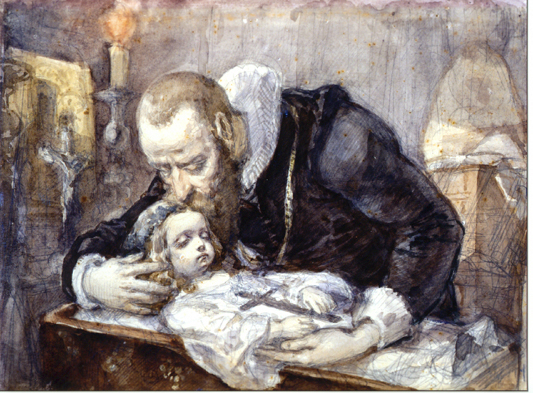
Jan Kochanowski con su hija muerta, pintura de Jan Matejko (1862) inspirada en sus Lamentos.

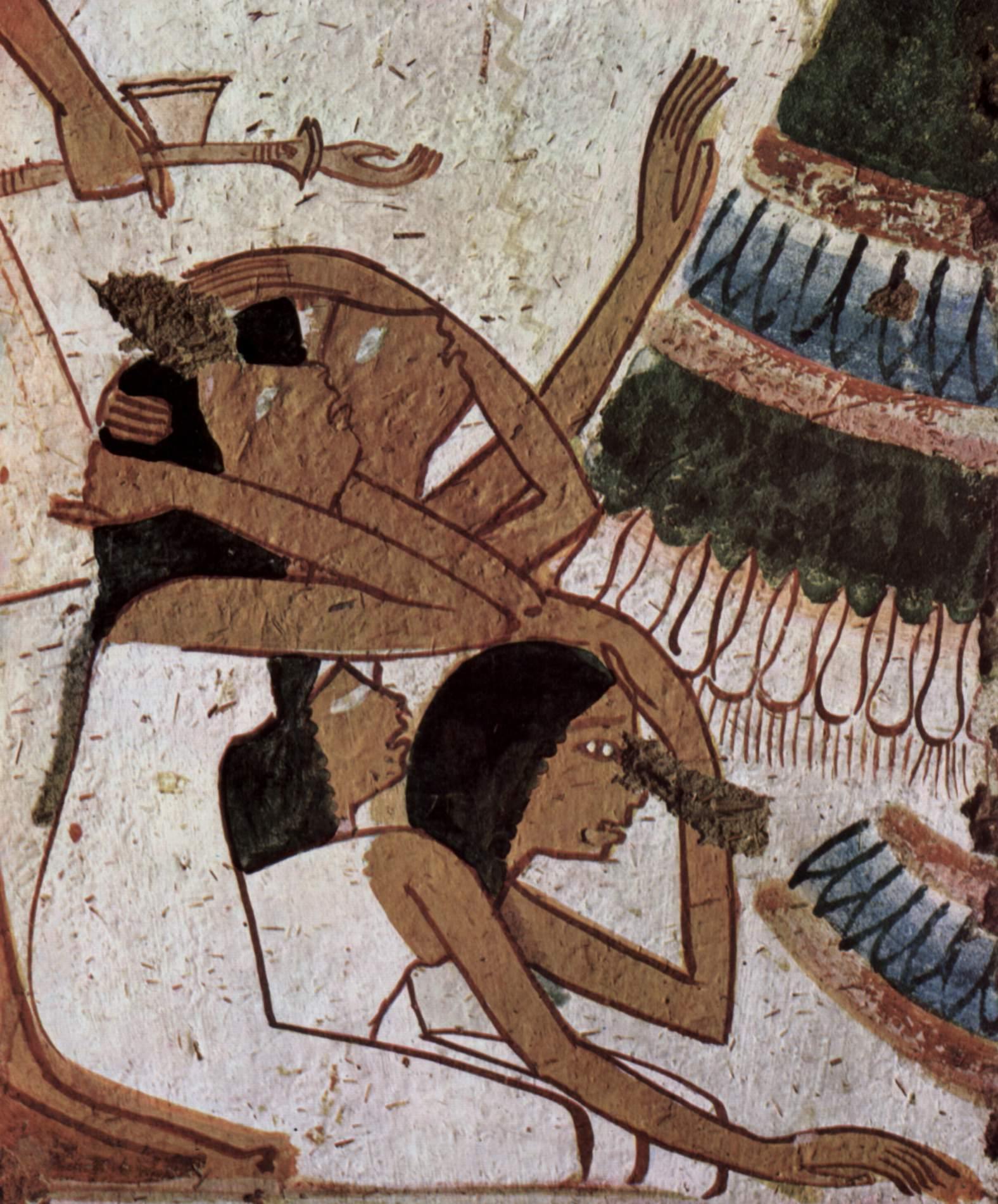
Plañideras egipcias representadas en la tumba de Userhet

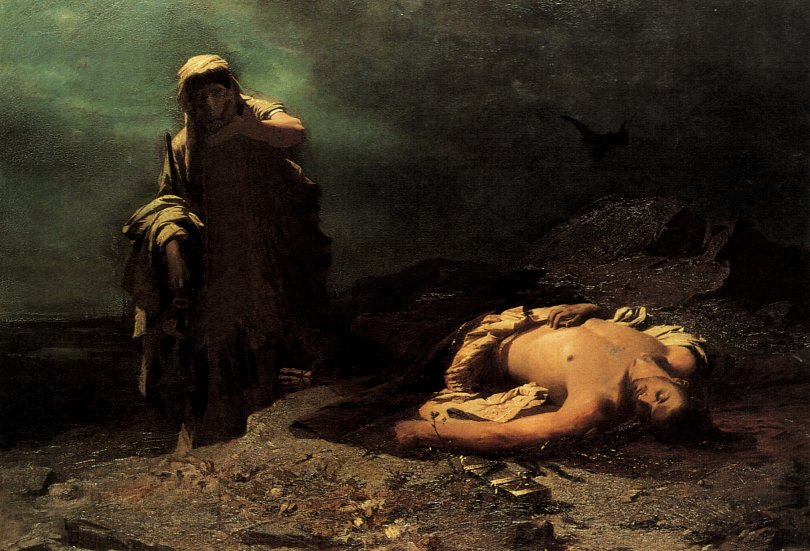
Antígona ante el cadáver de Polinices, de Nikiphoros Lytras (1865).

Lamento o lamentación es la expresión de un sentimiento humano fuertemente negativo (el dolor, la pena, el desconsuelo, la tristeza, la culpa, la vergüenza, la nostalgia) que artísticamente se refleja de forma apasionada. Puede provenir del duelo por una pérdida (la muerte, el desamor, el alejamiento del ser o de la tierra querida), o del arrepentimiento. Se da como tema tanto en literatura (especialmente en poesía) como en música y en los artes plásticas. Con el término canción ("canción triste" para los lamentos) se designan tanto poesías sin música como piezas musicales con letra: en su origen la poesía lírica era la que se cantaba acompañada de instrumentos musicales (como la lira o, en el caso de las canciones fúnebres, el aulos griego u otro tipo de instrumentos de viento).
Tanto en la literatura escrita como en tradiciones orales, tanto antiguas como modernas, el lamento es muchas veces puesto en boca de mujeres, a las que en casi todas las culturas se les ha confiado el papel de plañideras (que expresan físicamente el lamento con el llanto, suspiros, gemidos, quejidos, gritos y gestos de aflicción y desesperación, incluyendo autoagresiones).

Like Niobe, all tears ("semejante a Niobe, bañada en lágrimas") [Hamlet]
Hermana de mi misma sangre, Ismene querida, tú que conoces las desgracias de la casa de Edipo, ¿sabes de alguna de ellas que Zeus no haya cumplido después de nacer nosotras dos? No, no hay vergüenza ni infamia, no hay cosa insufrible ni nada que se aparte de la mala suerte, que no vea yo entre nuestras desgracias, tuyas y mías; y hoy, encima, ¿qué sabes de este edicto que dicen que el estratego acaba de imponer a todos los ciudadanos? ¿Te has enterado ya o no sabes los males inminentes que enemigos tramaron contra seres queridos? [Antígona].
Se oye un grito en Ramá, lamentos y amargo llanto. Es Raquel, que llora por sus hijos y no quiere ser consolada; ¡sus hijos ya no existen! [Libro de Jeremías]

El lamento puesto en boca de varones es también muy frecuente, aunque no deja de señalarse lo incompatible de tal lamento con la imperturbabilidad que se supone al estereotipo de la condición masculina. Así, la madre de Boabdil el Chico reprochaba a su hijo: llora como mujer lo que no supiste defender como hombre; cuando este se detuvo (supuestamente en el lugar ahora conocido como Suspiro del Moro) para contemplar por última vez su perdido palacio de La Alhambra de Granada.

## Poesía

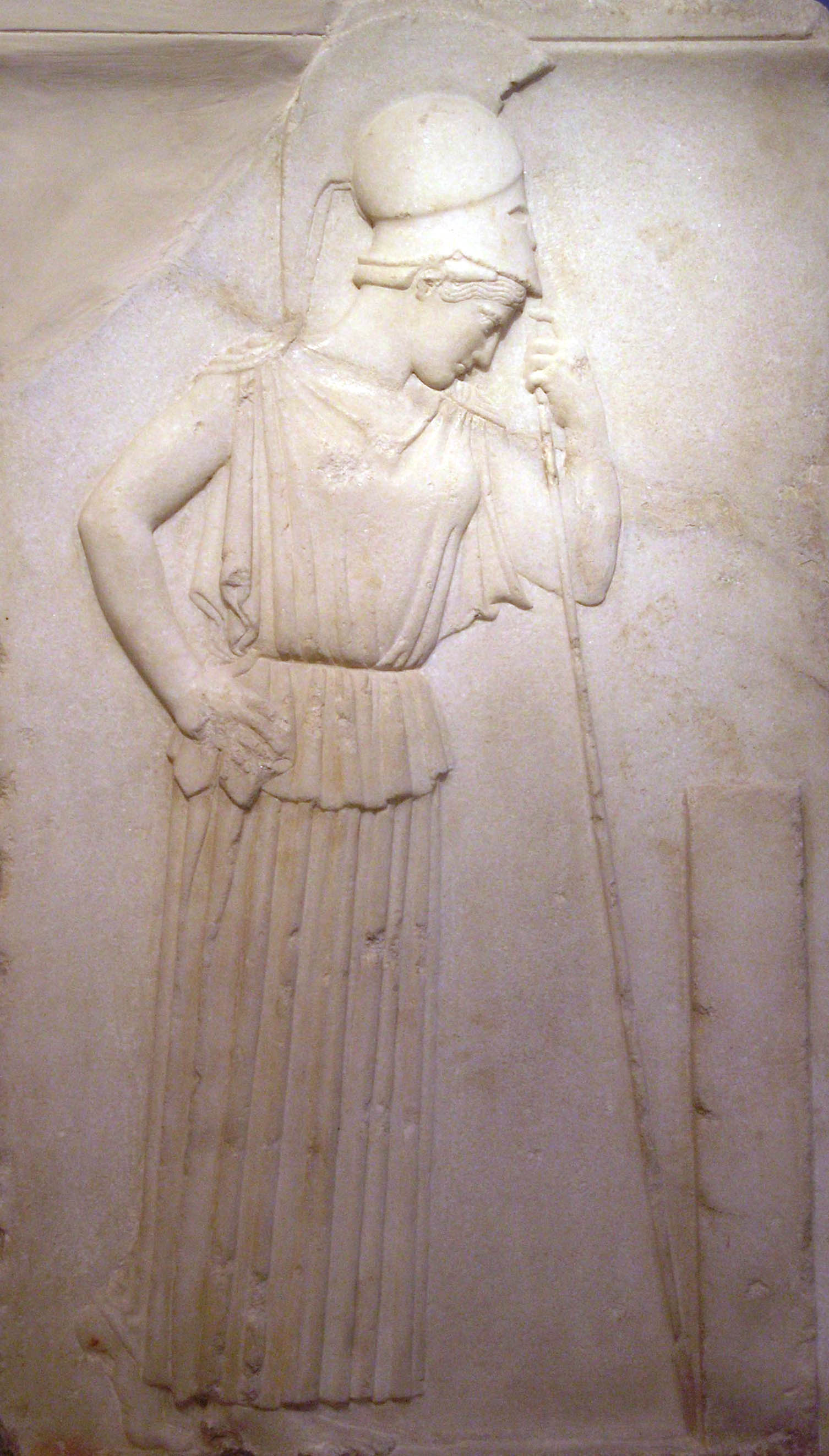
Atenea pensativa ante una estela funeraria. Relieve griego de época clásica, en estilo severo (primera mitad del)

Muchos de los poemas más antiguos son lamentos. En la cultura grecorromana aparecen desde la Ilíada y la Odisea. Inicialmente, el epitafio (del griego epitaphios -"en torno a la tumba"-) eran los versos que se citaban en honor de los difuntos el día de sus exequias y anualmente se repetían (luego pasaron a inscribirse en las lápidas). El treno (del griego thrênos -"lamento"-) era una composición de la lírica griega arcaica, lamento fúnebre destinado a ser ejecutado por un coro con acompañamiento musical; se cantaba en ausencia del muerto, al contrario que los epicedios, poemas en lo demás muy afines. Ambas se dirigían al muerto, mientras que la consolatio se cantaba a los vivos, para alivio de su sufrimiento. También se cantaban elegías (de elegos -"lamento"-, palabra probablemente pre-helénica) acompañadas con el aulos en la Grecia clásica y helenística; mientras que en la tragedia ateniense se cantaba el kommós ("golpearse" -pecho y cabeza en señal de duelo-) una canción lírica de lamento interpretada a la vez por el coro y un personaje (como el lamento de Jerjes al final de Los persas de Esquilo, la aparición final de Antígona en la tragedia homónima de Sófocles, la de Edipo, tras haberse cegado a sí mismo, en Edipo rey, del mismo Sófocles y el episodio posterior a la muerte de Clitemnestra en Electra de Eurípides). La nenia era un canto fúnebre latino (carmen fúnebre), en alabanza del muerto, que se cantaba en las exequias por las plañideras, a la vez que Nenia era la diosa romana de esos cantos.

Multas per gentes et multa per aequora vectus / advenio has miseras, frater, ad inferias, / ut te postremo donarem munere mortis / et mutam nequiquam alloquerer cinerem. / quandoquidem fortuna mihi tete abstulit ipsum. / Heu miser indigne frater adempte mihi, / nunc tamen interea haec, prisco quae more parentum / tradita sunt tristi munere ad inferias, / accipe fraterno multum manantia fletu, / atque in perpetuum, frater, ave atque vale.
Catulo, poema 101.

Hay lamentos en poesías de todas las culturas: en el Beowulf, en los Vedas hindúes, en el Tanaj judío (incluido en el Antiguo Testamento de la Biblia cristiana -Libro de los Salmos, Libro de las lamentaciones, atribuido a Jeremías-) y en otros textos religiosos del Próximo Oriente Antiguo, como las Lamentaciones de Ur (Mesopotamia) o los Lamentos de Ipuur (Egipto). Los lamentos bíblicos han sido interpretados como un grito de necesidad en un contexto de crisis, en el que Israel carece de recursos por sí mismo o una simple llamada a la ayuda divina en tiempo de aflicción. Suelen compartir formato: una apelación a Dios, con la descripción del sufrimiento del que se busca la liberación, la petición de ayuda y salvación, la maldición hacia los enemigos, la expresión de la creencia en la inocencia propia, o el reconocimiento de su falta, un voto correspondiente a la esperada respuesta divina y, por último, una canción de agradecimiento. Ejemplos de este formato general, para lamento individual y comunal, son el Salmo 3 y el Salmo 44 respectivamente.

Muchos son, Señor, mis enemigos; / muchos son los que se me oponen, / y muchos los que de mí aseguran: / «Dios no lo salvará.» / ... / Clamo al Señor a voz en cuello, / y desde su monte santo él me responde.
La ignominia no me deja un solo instante; / se me cae la cara de vergüenza / por las burlas de los que me injurian y me ultrajan, / por culpa del enemigo que está presto a la venganza. / Todo esto nos ha sucedido, / a pesar de que nunca te olvidamos / ni faltamos jamás a tu pacto. / No te hemos sido infieles, / ni nos hemos apartado de tu senda. / Pero tú nos arrojaste a una cueva de chacales; / ¡nos envolviste en la más densa oscuridad! / ... / Por tu causa, siempre nos llevan a la muerte; / ¡nos tratan como a ovejas para el matadero! / ¡Despierta, Señor! ¿Por qué duermes? /     ¡Levántate! No nos rechaces para siempre. / ¿Por qué escondes tu rostro / y te olvidas de nuestro sufrimiento y opresión? / Estamos abatidos hasta el polvo; / nuestro cuerpo se arrastra por el suelo. / Levántate, ven a ayudarnos, / y por tu gran amor, ¡rescátanos!

En los evangelios de Mateo y de Marcos se pone en boca de Jesucristo un profundo lamento en el episodio del Huerto de los Olivos:

Mi alma siente una tristeza de muerte. ... Abba –Padre– todo te es posible: aleja de mí este cáliz

Los nauha ("lamento") o Nauha Khawani son canciones de lamento chiítas, que se originan en la batalla de Karbala (año 680), en la que Husayn ibn Ali tuvo una muerte brutal. Las hay tanto en idioma árabe como en parsi, urdu, punjabí y saraiki.
En la poesía alemana destacan las Elegías de Duino de Rainer Maria Rilke (1923).

Wer, wenn ich schriee, hörte mich denn aus der Engel Ordnungen? ("¿Quién, si yo gritase, me oiría desde los coros celestiales?")

Las Lamentaciones de María son el poema más antiguo escrito en idioma húngaro (finales del siglo XIII).
La doina es la expresión del lamento en la lírica popular rumana.
En la poesía inglesa, el Exeter Book (ca. 1000) contiene varios poemas cuyo tema es el lamento (The Wanderer, The Seafarer, The Wife’s Lament). El Lamento de Eduardo II es la única pieza literaria que ha quedado de las que se atribuyen al rey Eduardo II de Inglaterra. De Shakespeare hay un A Lover's complaint; John Donne a comienzos del siglo XVIII escribió varias elegías. En el siglo XVIII se expresó la sensibilidad prerromántica de los "poetas de cementerio" (como Edward Young -Night Thougts-), continuada en el XIX por la llamada "poesía obituaria".

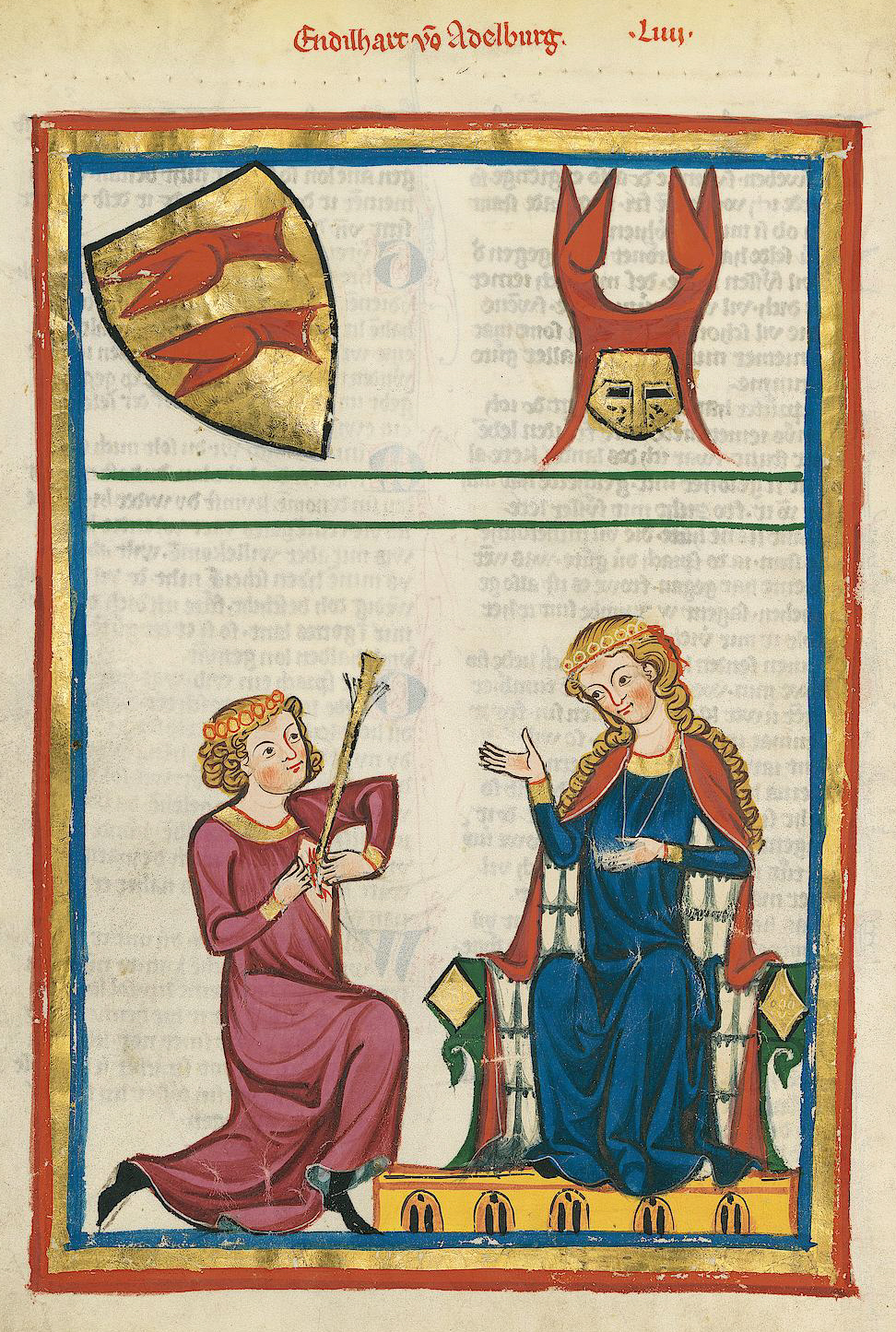
El caballero enamorado muestra su corazón atravesado por una flecha a su dama, en una escena de amor cortés del Codex Manesse.

En la poesía francesa, una complainte es una canción formada de numerosas couplets en la que el sujeto es sombrío, trágico. Opuestamente a la chanson de geste, es un poema de forma variable que representa las cuitas de un personaje, usualmente real, al que la adversidad y el infortunio han llevado a una situación dramática. Similar es, en la poesía bretona, el gwerz ("balada", "lamento", en lengua bretona -la forma poético-musical ballade o ballata, contemporánea de los trovadores, no tenía en su origen una vinculación especial con temas melancólicos o de lamento, pero sí es adecuada a ellos por su ritmo, el de una "canción bailada" solemnemente en un entorno cortesano-); mientras que el planh ("llanto" en lengua occitana) lo es en la poesía trovadoresca, abundante en lamentos de enamorado (casi siempre varones, aunque algunos de los "llantos" compuestos por los minnesinger, puestos en boca de las damas, reciben la denominación alemana de frauenlied -"canción de mujer", chanson de femme, canzone di donna o cantiga de dona en otros idiomas-).
En la poesía española (que comienza precisamente con un de los sus ojos tan fuertemente llorando en el Cantar de Mio Cid) hay notables ejemplos de lamento (endecha o planto -"llanto"-), desde las Coplas por la muerte de su padre de Jorge Manrique (1476) hasta el Llanto por Ignacio Sánchez Mejías de Federico García Lorca (1935) o la Elegía a Ramón Sijé de Miguel Hernández (1936).

Recuerde el alma dormida, / avive el seso e despierte /  contemplando / cómo se passa la vida, / cómo se viene la muerte /  tan callando; /   cuán presto se va el plazer, / cómo, después de acordado, / da dolor; / cómo, a nuestro parescer, / cualquiere tiempo passado / fue mejor. [Jorge Manrique]
¡Que no quiero verla! / Dile a la luna que venga, / que no quiero ver la sangre / de Ignacio sobre la arena. / ¡Que no quiero verla! [García Lorca]
No hay extensión más grande que mi herida, / lloro mi desventura y sus conjuntos / y siento más tu muerte que mi vida. / Ando sobre rastrojos de difuntos, / y sin calor de nadie y sin consuelo / voy de mi corazón a mis asuntos. /.../ Quiero escarbar la tierra con los dientes, / quiero apartar la tierra parte a parte / a dentelladas secas y calientes. / Quiero minar la tierra hasta encontrarte / y besarte la noble calavera / y desamordazarte y regresarte. [Miguel Hernández]

Las Rimas de Bécquer fueron calificadas de "suspirillos germánicos", y ciertamente contienen lamentos propios del estilo romántico generalizado en la Europa de mediados del siglo XIX.

... largo lamento / del ronco viento, / ansia perpetua de algo mejor, / ¡eso soy yo! / Yo, que a tus ojos, en mi agonía, / los ojos vuelvo de noche y día; / yo, que incansable corro y demente / ¡tras una sombra, tras la hija ardiente / de una visión!

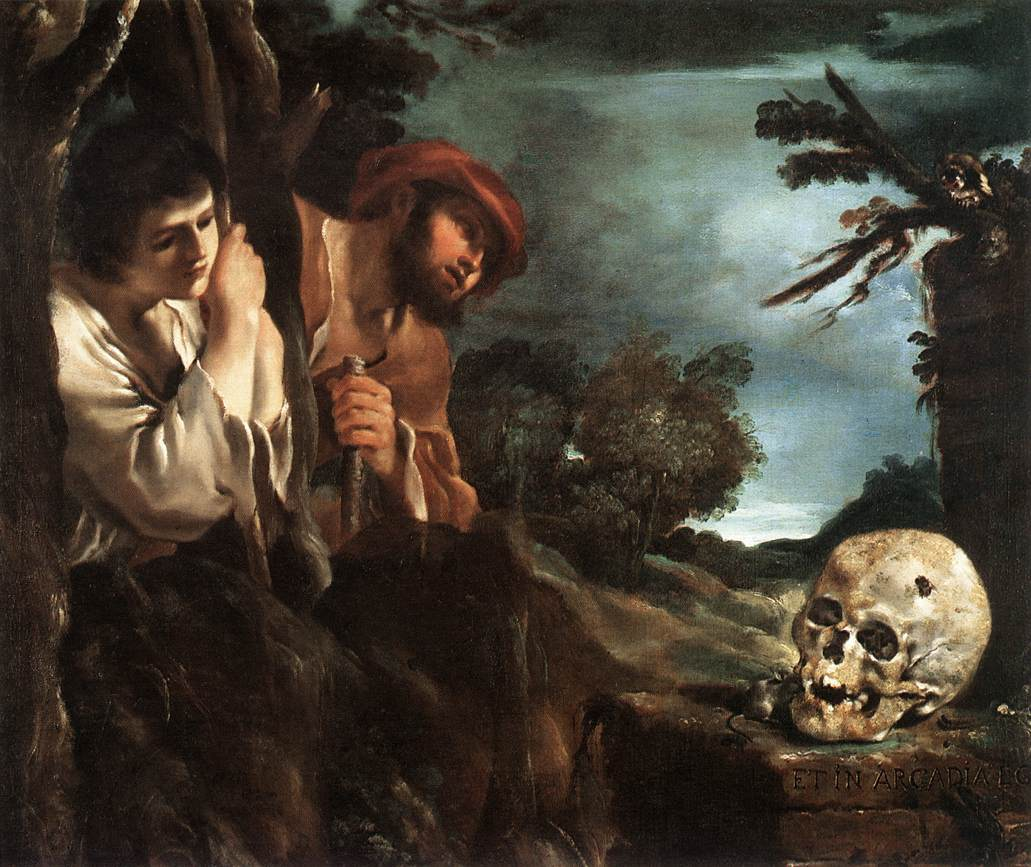
Et in Arcadia ego, de Guercino, 1618-1622.

El lamento es parte constitutiva del género pastoril (égloga), como estos versos de Garcilaso de la Vega:

El dulce lamentar de dos pastores, / Salicio juntamente y Nemoroso, / he de cantar, sus quejas imitando...
No hay corazón que baste, / aunque fuese de piedra, / viendo mi amada hiedra,  / de mí arrancada, en otro muro asida, / y mi parra en otro olmo entretejida, / que no se esté con llanto deshaciendo / hasta acabar la vida. / Salid sin duelo, lágrimas, corriendo.

El romancero contiene algunos notables ejemplos de lamentos poéticos, como el Romance del prisionero o el Romance de la pérdida de Alhama (Ay de mi Alhama). Cuando, en La Celestina, Calisto (que, con gran pena de amor, se pregunta ¿Qual dolor puede ser tal que se yguale con mi mal?) pide a Sempronio tañe e canta la más triste canción, que sepas, este recurre a Mira Nero, de Tarpeya.

## Música

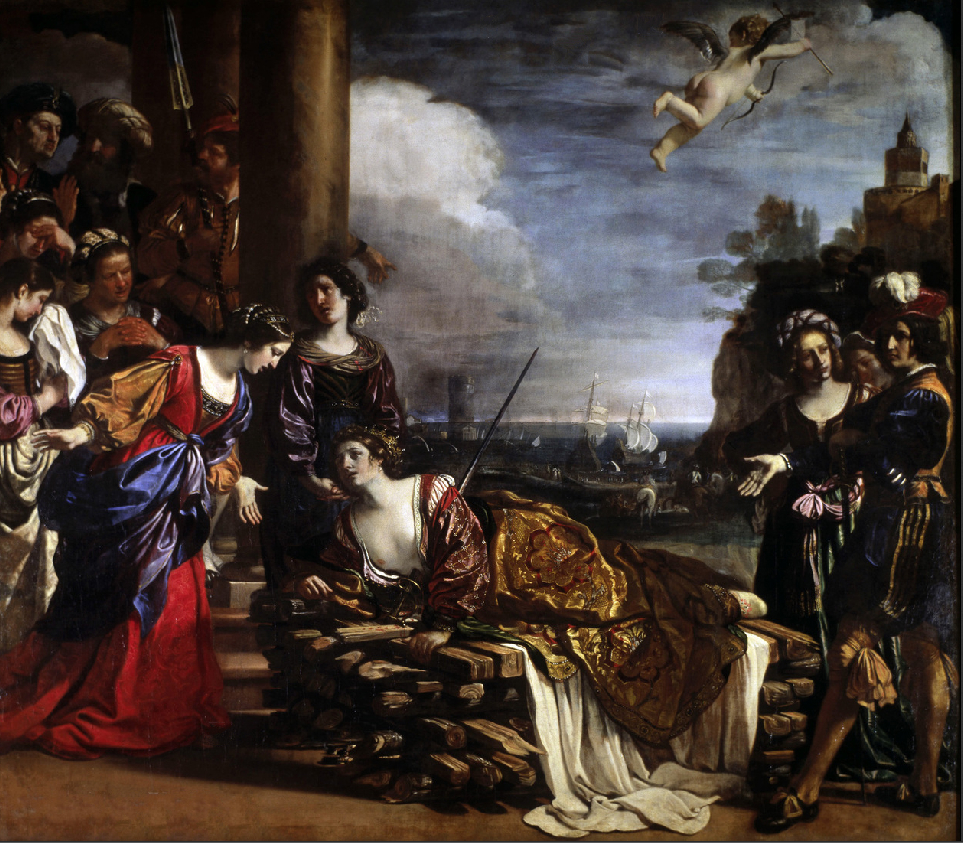
Muerte de Dido, de Guercino.

La lamentazione o lamento de la heroína es un tema convencional de la ópera seria. Se suele acompañar únicamente con la cuerda, en tetracordio descendente, con líneas melódicas cantabile, de construcción no estrófica y evocativamente libre, en tiempo adagio, lo que sitúa a estos lamentos operísticos entre las más memorables arias, incluso cuando se las interpreta separadamente del pathos emocional de sus contextos operísticos. Un ejemplo temprano es el Lasciatemi morire de Arianna, único fragmento superviviente de la ópera homónima de Claudio Monteverdi (1608). Las óperas de Francesco Cavalli extendieron la fórmula lamento, como el Negatemi respiri de Ciro en la ópera homónima (1653). Otros ejemplos son el lamento de Dido When I'm laid in earth en Dido y Eneas (Henry Purcell, 1682), el Lascia ch'io pianga de Rinaldo (Georg Friedrich Handel, 1711), Caro mio ben (Tomasso o Giuseppe Giordani), etc. Las comedias palaciegas o "semi-óperas" españolas del siglo XVII ("comedias mitológicas", "fiestas mitológicas barrocas" o "cortesanas") incluían tópicos "lamentos" de ninfas o personajes mitológicos que cantan sus penas de amor, como el "Ay, desdichada de quién", de la ninfa Calixto en Alfeo y Aretusa. En el contexto de la ópera bufa, el Dove sono, un lamento de la condesa en Le nozze di Figaro (Mozart, 1786), llega a la audiencia como una sorpresa inesperada; mientras que en Il barbiere di Siviglia (Gioachino Rossini, 1816) las palabras de lamento de Rosina se siguen no con la esperable aria de lamento, sino con un vívido interludio orquestal de música tormentosa. En la ópera romántica, el monólogo de Marschallin en el acto primero de Der Rosenkavalier (Richard Strauss, 1911) puede entenderse como un lamento psicológicamente penetrante.
El bajo lamento (lament bass, lament o complainte) es una corta forma musical libre, propia del romanticismo musical. Una forma de idéntico nombre, basada en un bajo ostinato, es propia de la ópera veneciana y se hizo prevalente en la música europea.
La música fúnebre o mortuoria, que parte de las composiciones músico-poéticas de la Antigüedad, se continúa en la Edad Media europea y las épocas posteriores con la música compuesta para los ritos fúnebres cristianos (misa de Requiem, marcha fúnebre, canto lúgubre -"gorigori"-, etc.), incluyendo un toque de campanas especial: el toque de difuntos (que, en función de la solemnidad, podían ser hasta cuatro toques diferentes).
En la música pìobaireachd, para gaita escocesa, hay un buen número de "lamentos escoceses" desde el siglo XVI (Griogal Crìdhe, Cumha na Cloinee, MacCrimmon's Lament). También trata el tema del lamento la canción popular escocesa The Skye Boat Song.
En la música tradicional portuguesa es el género del fado ("hado", "destino") el adecuado para expresar los lamentos.
El quejío (un "ay" cantado) es uno de los recursos más característicos del flamenco. Entre los cantes flamencos apropiados para lamentos están las carceleras, las saetas o las siguiriyas. García Lorca expresó la relación entre flamenco y lamento en el Poema de la siguiriya gitana (del libro Poema del cante jondo, 1921-1931):

Empieza el llanto / de la guitarra. / Se rompen las copas / de la madrugada / ... / Es inútil callarla. / Es imposible / callarla. / ... / Llora por cosas / lejanas. /.../ Llora flecha sin blanco, / la tarde sin mañana, / y el primer pájaro muerto / sobre la rama. / ¡Oh, guitarra! / Corazón malherido / por cinco espadas.

Idéntica relación tiene con el lamento el blues ("melancolía" o "tristeza"), género de la música tradicional de Estados Unidos. También la mayor parte de las canciones country (en este caso, folk "blanco" en vez de "negro").
Entre las canciones populares que tratan el tema del lamento (en cualquiera de sus variantes, y de muy distintos géneros, aunque suelen corresponder a las denominadas genéricamente "baladas") pueden destacarse: en español el pasodoble Suspiros de España (Antonio Álvarez Alonso, 1902, del que deriva En tierra extraña, Manuel Penella, 1927 -interpretado por Concha Piquer-), el bolero Lágrimas negras (Miguel Matamoros, 1929), Se equivocó la paloma (Carlos Guastavino y Rafael Alberti, 1941), Tatuaje (Valerio, León y Quiroga, 1941), la ranchera Soy infeliz (de Ventura Romero, interpretada entre otros por Jorge Negrete -1944- o Lola Beltrán -1976-), la habanera Yo te diré (de Enrique Llovet y Jorge Halpern, para la película Los últimos de Filipinas, 1945), El emigrante (Juanito Valderrama, 1949), Pueblo blanco (Joan Manuel Serrat, 1971), María la portuguesa (Carlos Cano, 1986), Corazón Partío (Alejandro Sanz, 1997); en francés Les feuilles mortes (Jacques Prévert y Joseph Kosma, 1945), Ne me quitte pas (Jacques Brel, 1959) o Que c'est triste Venise (Charles Aznavour, 1964); en inglés Angel Eyes (Matt Dennis, 1946), Rescue Me (Fontella Bass, 1964), Yesterday (Beatles, 1965), Eloise (Paul Ryan, 1968), American Pie (Don McLean, 1972), Piano Man (Billy Joel, 1973), Nothing Compares 2 U (Prince y Sinéad O'Connor, 1985-1990) o Fix You (Coldplay, 2005), etc.

... de pronto se escuchó / un gramófono sonar. / "Callad todos", dije yo, / y un pasodoble se oyó / que nos hizo recordar. / Oyendo esa música, / allá en tierra extraña, / ya nadie reía, / ya todos lloraban / ... / eran nuestros suspiros / suspiros de España.
Ne me quitte pas / Je ne vais plus pleurer / Je ne vais plus parler / ... / Laisse-moi devenir / L'ombre de ton ombre / L'ombre de ta main / L'ombre de ton chien / Ne me quitte pas / Ne me quitte pas / Ne me quitte pas / Ne me quitte pas.
Rescue me! ... / 'cause I'm lonely and I'm blue / I need you and your love too / Come on and rescue me / ... / 'Cause I need you by my side /
Can't you see that I'm lonely?...

## Artes plásticas

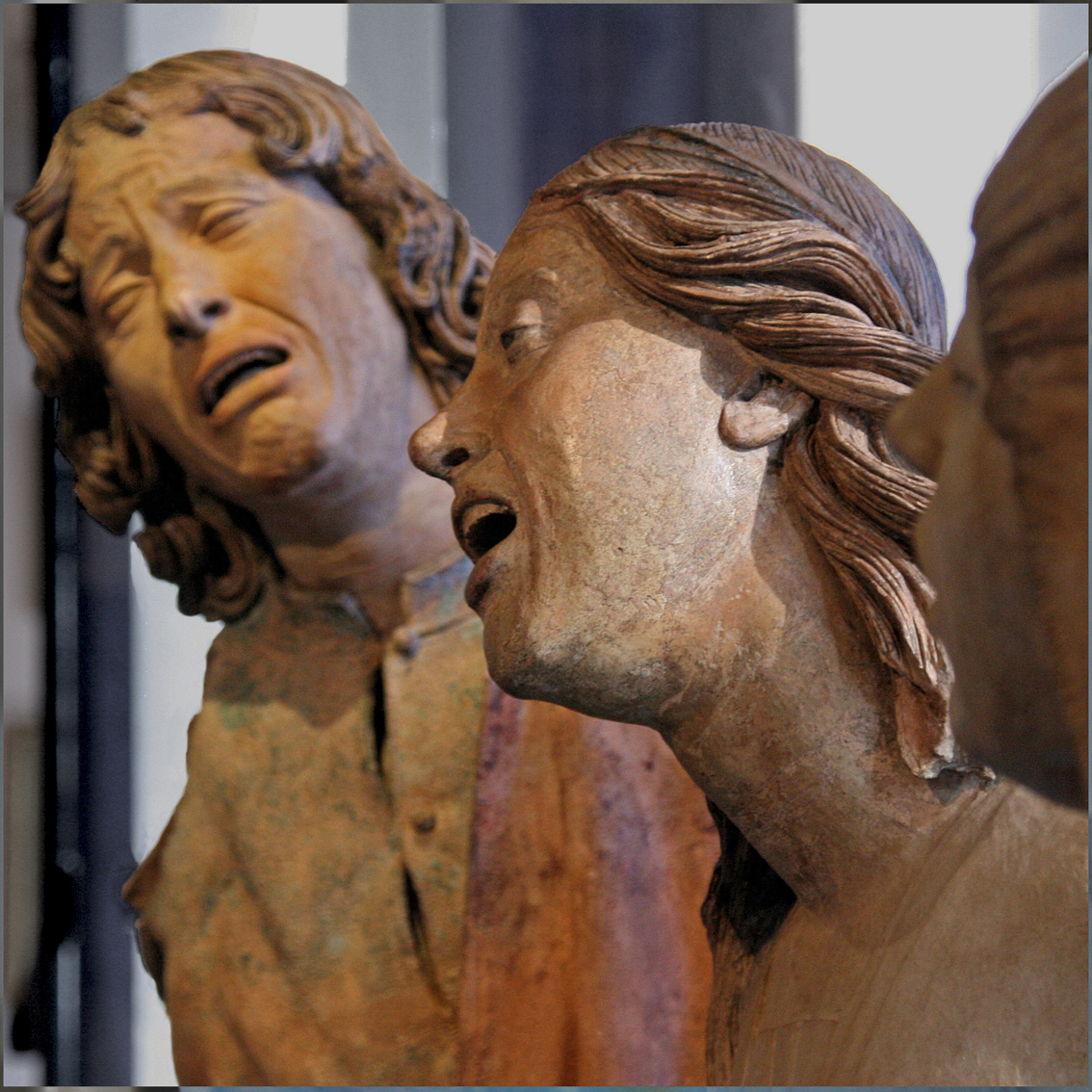
Mujeres llorando, fragmentos de una Lamentación sobre Cristo muerto de Guido Mazzoni, 1489.

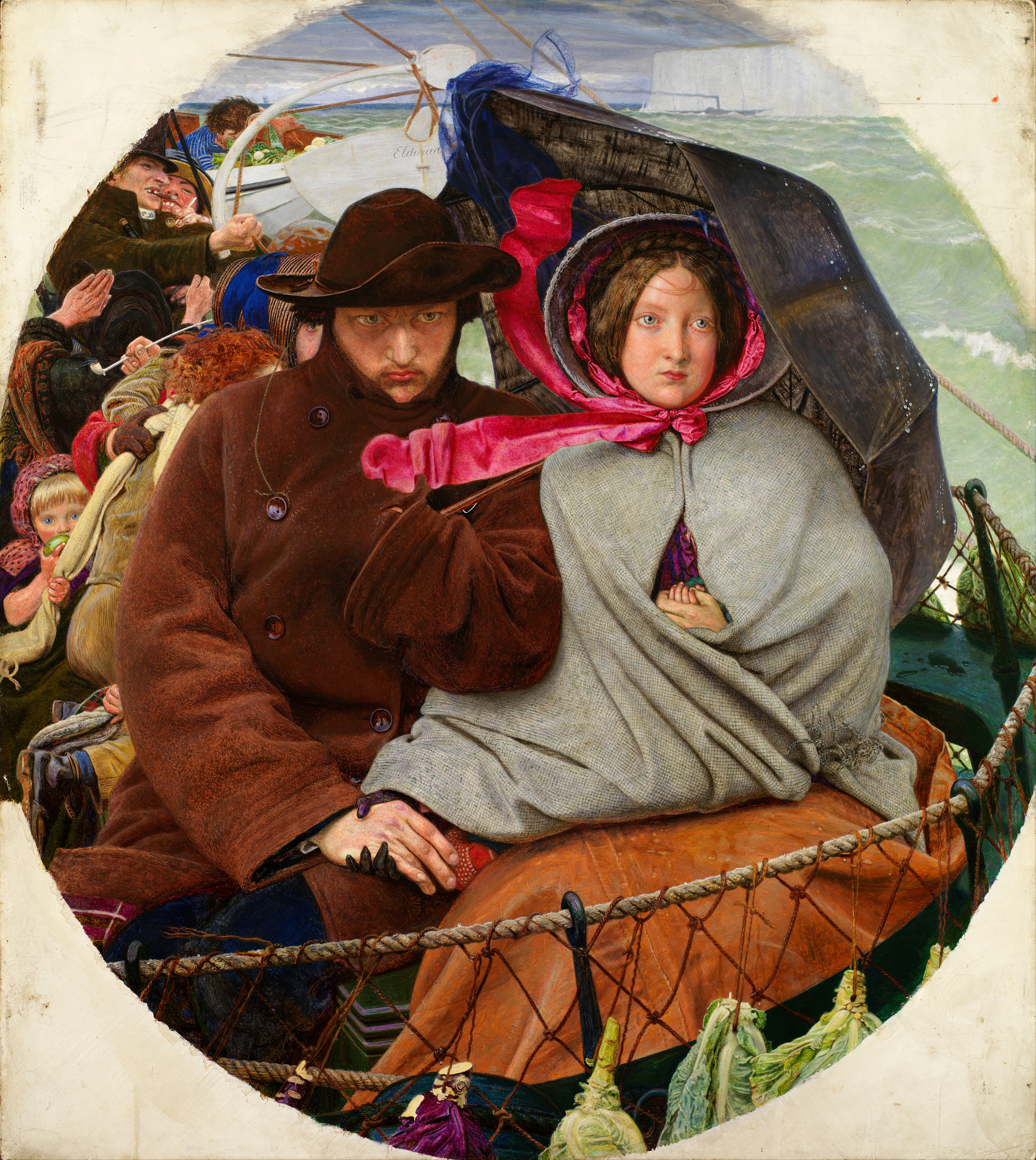
The Last of England de Ford Madox Brown, 1855, representa la última mirada a la patria de unos viajeros.

Tanto en pintura como en escultura, en el arte cristiano es frecuente el tema denominado Lamentación sobre Cristo muerto, con distintas variantes.

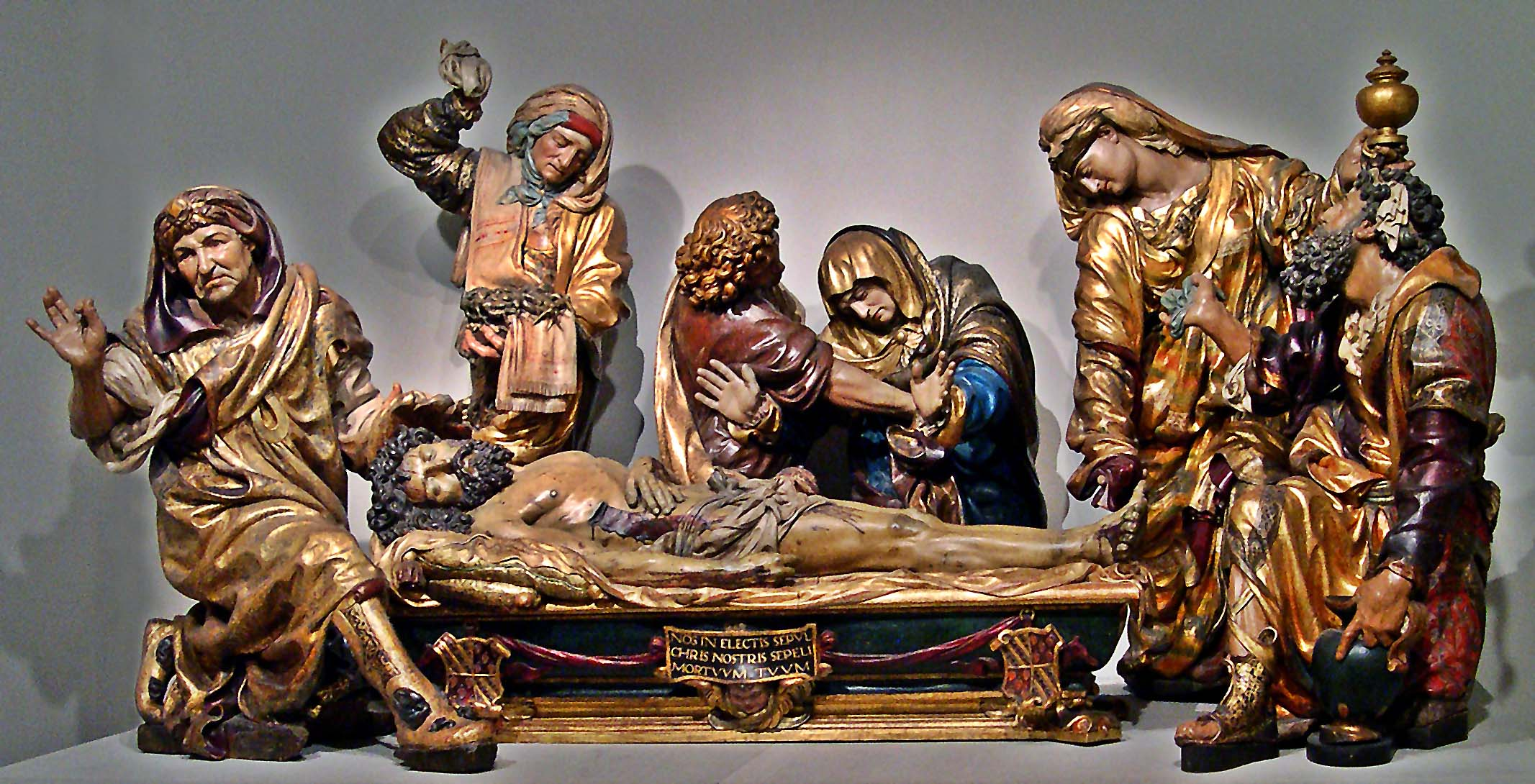
Juan de Juni.

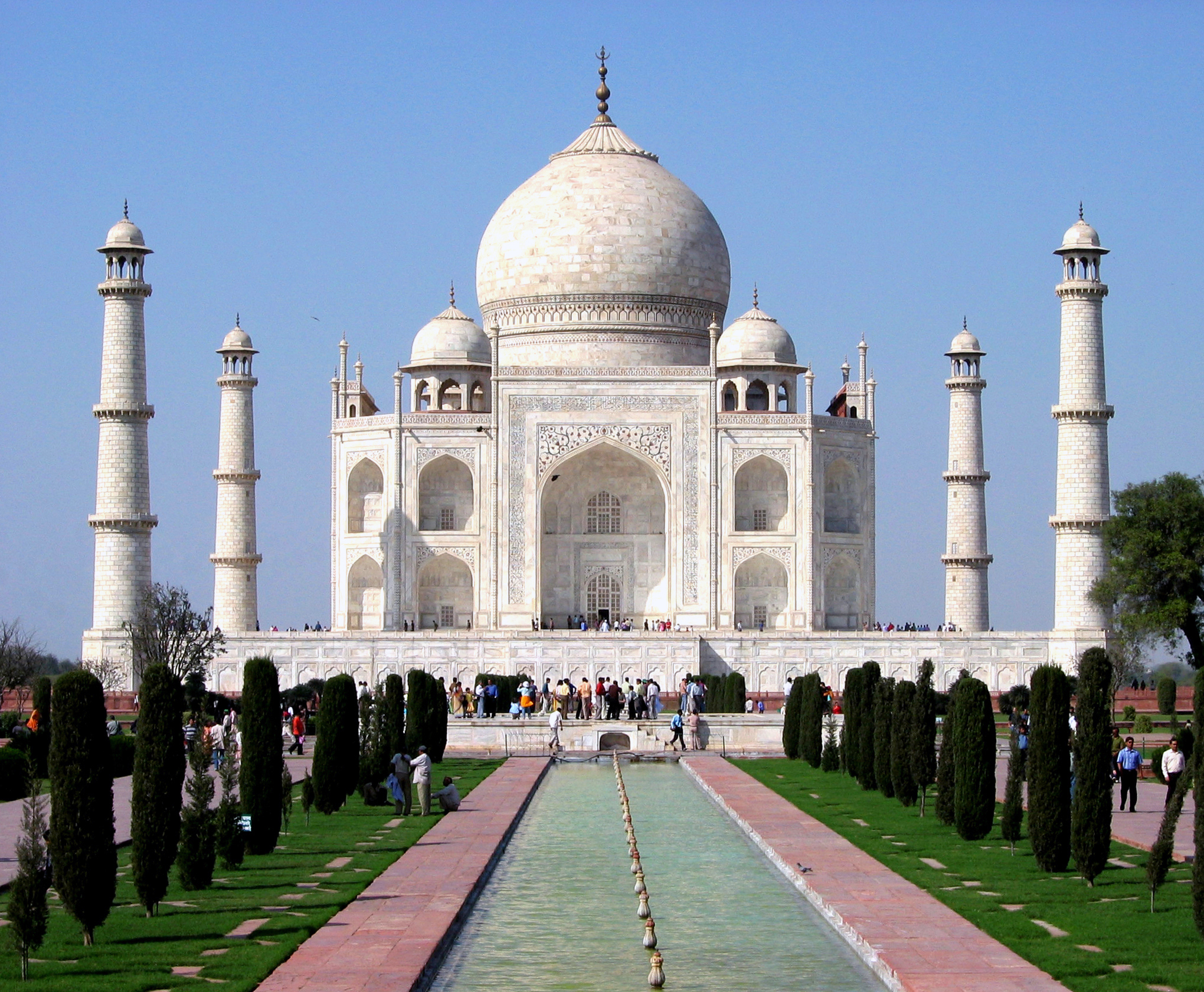
El Taj Mahal.

En el contexto del duelo y el recuerdo por los difuntos, están los monumentos funerarios. Como notable ejemplo, el Taj Mahal (1632–1653) se construyó expresamente con la voluntad de expresar el dolor del emperador Shah Jahan por la muerte de su amada Mumtaz Mahal (1631).
En la pintura contemporánea, el tema del lamento está muy presente en algunas destacadas obras, como Guernica (Picasso, 1937).